# 勞頓斯 (紐約州)
勞頓斯（英語：Lawtons）是位於美國紐約州伊利縣的非建制地區。

## 歷史
勞頓斯的郵局自1873年營運至今。

## 地理
勞頓斯所處的海拔為高於海平面259米（即850英呎），而該地所採用的時區為UTC-5，即北美东部时区（EST）。同時該地設有夏令時間，為UTC-5調快一小時，即UTC-4（EDT）。